# Серебряные монеты Германской империи
Серебряные монеты Германской империи чеканились на 10 монетных дворах. Начало их выпуска было обусловлено созданием Германской империи после франко-прусской войны 1870—1871 годов. Особенностью новосозданного государства было то, что каждый из правителей небольших немецких государств, вошедших в Германскую империю, сохранял свой титул и номинальную власть. Вплоть до объединения каждое из небольших государств чеканило свою собственную монету и имело самостоятельную денежную систему.
При этом денежные системы подавляющего большинства немецких монархий были подчинены подписанным в 1837, 1838 и 1857 годах Мюнхенскому монетному договору, Дрезденской и Венской монетной конвенциям. Согласно этим соглашениям, формировались две взаимосвязанные системы: 3,5 гульдена южногерманских государств соответствовали 2 талерам северогерманских. Кроме того, вольные ганзейские города Любек, Гамбург и Бремен не присоединились к вышеуказанным союзам и продолжали чеканить гамбургскую марку, а также бременские талеры. Некоторые типы таких серебряных монет (зильбергрошен, нойгрошен и некоторые другие) чеканились до 1873 года и в данной статье не рассматриваются.
После образования империи выпуск серебряных монет был регламентирован монетным законом 1873 года. Согласно ему, каждое из вошедших в состав империи государств обладало определённой свободой в чеканке 2-, 3- и 5-марочных монет. Серебряные монеты выпускались с 1873 вплоть до 1919 года. Были официально демонетизированы в 1924 году с введением рейхсмарки.

## История чеканки

### Монетные законы 1871 и 1873 годов

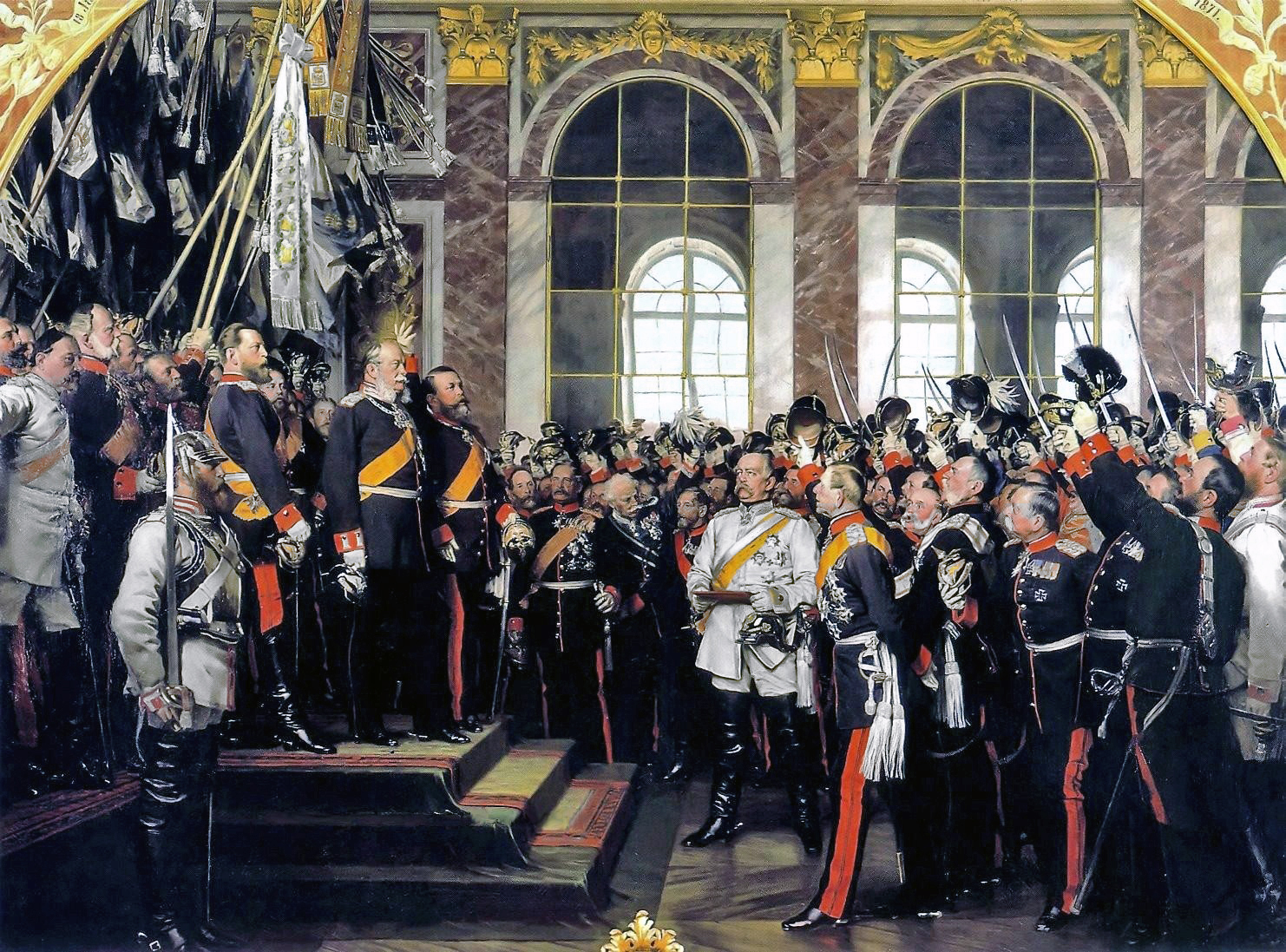
Провозглашение Германской империи в Версале. Бисмарк в белом мундире расположен в центре картины

4 декабря 1871 года кайзер Вильгельм I подписал закон, регламентирующий выпуск золотых монет, номинированных в марках (1 марка эквивалентна 0,358423 г чистого золота), равных 100 пфеннигам. 9 июля 1873 года принят монетный закон, который регламентировал переход всех государств в составе империи к единой денежной системе, а также выпуск серебряных монет. В частности, в законе прописывался курс, по которому старые деньги обменивались на новые. Так, союзный талер приравнивался к 3 маркам, 1 гульден — к 1 5⁄7 марки, или к 1 марке 71 пфеннигу, марка Любека и Гамбурга — к 1 1⁄5 новой марки. В третьей статье монетного закона устанавливались вес и внешний вид серебряных монет объединённого государства. Из серебра могли чеканиться монеты номиналом в 1, 2 и 5 марок, а также 20 и 50 пфеннигов. Каждая марка должна была содержать сотую часть таможенного фунта чистого серебра (500 г), или 5 г. Все серебряные монеты надлежало выпускать из 900 частей серебра и 100 частей меди, чтобы 90 серебряных марок весили 1 фунт.
Во 2 и 3 параграфах третьей статьи чётко описывался внешний вид новых монет. Реверс каждой из них должен был включать надпись «DEUTSCHES REICH» (Германская империя), год выпуска и герб — имперского орла. При этом на монетах более 1 марки номинал помещался на реверсе, в то время как на 1-марочной и ниже — на аверсе. Аверс 2- и 5-марочных монет мог быть оформлен каждым государством в составе империи по своему усмотрению.
Наиболее распространённая до объединения Германии монета, союзный талер (эквивалентен 3 маркам), оставалась в обращении до 1907 года включительно. После её демонетизации стали чеканить монеты номиналом в 3 марки.
Следует учитывать, что кроме монет перечисленных номиналов, на 1871 год (год создания империи) на территории германских государств также циркулировали монеты более ранних денежных систем (рейхсталер, кроненталер, конвенционный талер, многие другие типы монет).

### Демонетизация

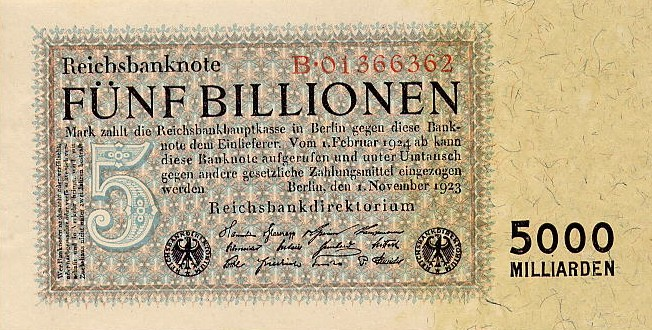
5 триллионов марок. Бумажная марка, преемница золотой

Вскоре после вступления Германской империи в Первую мировую войну в 1914 году, массовый выпуск монет из благородных металлов был прекращён. Тиражи 3- и 5-марочных монет, посвящённых тем или иным памятным событиям, стали мизерными. 2 марки перестали чеканиться вовсе. Наиболее редкими монетами данного периода являются 3 марки 1918 года, посвящённые золотой свадьбе короля Баварии Людвига III (130 экземпляров), и 3 марки 1917 года в честь 400-летия начала Реформации (100 экземпляров).
Последовавшая вслед за поражением Германской империи в Первой мировой войне гиперинфляция привела к замене золотой марки бумажными ассигнациями или так называемой бумажной маркой. В условиях, когда цена содержащегося в монетах серебра превышала их номинальную стоимость, они тезаврировались и широко в денежном обращении послевоенной Германии не применялись. Официально серебряные монеты Германской империи были демонетизированы в августе 1924 года с введением рейхсмарки (1 серебряная рейхсмарка весила 5 граммов и имела 500-ю пробу, то есть содержала в два раза меньше драгоценного металла, чем серебряная марка империи).

## Основные характеристики серебряных монет Германской империи
| Номинал      | Общий вес, г | Чистый вес, г | Проба | Диаметр, мм | Годы чеканки | Общий тираж | Типичный аверс             | Типичный реверс | Гурт                        |
| ------------ | ------------ | ------------- | ----- | ----------- | ------------ | ----------- | -------------------------- | --------------- | --------------------------- |
| 20 пфеннигов | 1,111        | 1,0           | 900   | 16          | 1873—1877    | >168 млн    | Номинал                    | Имперский орёл  | 110 насечек                 |
| 50 пфеннигов | 2,778        | 2,5           | 900   | 20          | 1875—1903    | >115 млн    | Номинал                    | Имперский орёл  | 126 насечек                 |
| ½ марки      | 2,778        | 2,5           | 900   | 20          | 1905—1919    | >324 млн    | Номинал                    | Имперский орёл  | 90 насечек                  |
| 1 марка      | 5,556        | 5,0           | 900   | 24          | 1873—1916    | >361 млн    | Номинал                    | Имперский орёл  | 140 насечек                 |
| 2 марки      | 11,111       | 10,0          | 900   | 28          | 1876—1915    | >160 млн    | Портрет местного правителя | Имперский орёл  | 140 насечек                 |
| 3 марки      | 16,667       | 15,0          | 900   | 33          | 1908—1918    | >57 млн     | Портрет местного правителя | Имперский орёл  | GOTT MIT UNS («С нами Бог») |
| 5 марок      | 27,778       | 25,0          | 900   | 38          | 1874—1915    | >56 млн     | Портрет местного правителя | Имперский орёл  | GOTT MIT UNS («С нами Бог») |

## Монетные дворы Германской империи
Серебряные монеты Германской империи выпускались на нескольких монетных дворах. Знак монетного двора — небольшая буква на аверсе или реверсе.
| Знак | Монетный двор                | Годы работы |
| ---- | ---------------------------- | ----------- |
| А    | Берлинский монетный двор     | с 1872      |
| В    | Монетный двор Ганновера      | 1872—1878   |
| С    | Монетный двор Франкфурта     | 1872—1879   |
| D    | Баварский монетный двор      | c 1872      |
| E    | Дрезденский монетный двор    | 1872—1887   |
| E    | Монетный двор Мульденхюттена | с 1887      |
| F    | Монетный двор Штутгарта      | с 1872      |
| G    | Монетный двор Карлсруэ       | с 1872      |
| H    | Монетный двор Дармштадта     | 1872—1882   |
| J    | Монетный двор Гамбурга       | с 1875      |

## Серебряные 20, 50 пфеннигов и 1 марка
20-пфенниговые монеты из серебра чеканились недолго — с 1873 по 1877 год включительно. Впоследствии их стали выпускать из медно-никелевого сплава. В 1905 году номинал в 50 пфеннигов был заменён на ½ марки. Причём их продолжали выпускать даже после поражения Германской империи в Первой мировой войне и отречения кайзера Вильгельма II в 1919 году. В едином дизайне чеканку монет достоинством 20 и 50 пфеннигов, а также ½ и 1 марки осуществляли почти все монетные дворы империи.
| Аверс | Реверс | Номинал      | Годы чеканки             |
| ----- | ------ | ------------ | ------------------------ |
|       |        | 20 пфеннигов | 1873—1877                |
|       |        | 50 пфеннигов | 1875—1877                |
|       |        | 50 пфеннигов | 1877—1878                |
|       |        | 50 пфеннигов | 1896 1898 1900—1903      |
|       |        | ½ марки      | 1905-1909, 1911—1919     |
|       |        | 1 марка      | 1873—1883 1885—1887      |
|       |        | 1 марка      | 1891—1894 1896 1898—1916 |

## Реверсы 2-, 3- и 5-марочных монет
Практически все 2-, 3- и 5-марочные монеты имеют один из двух типов реверса, отличающихся изображением орла. Монеты с малым орлом чеканились до 1888 года включительно, с большим — после 1891-го. В 1889—1890 годах серебряные 2-, 3- и 5-марочные монеты не выпускались (кроме Саксонии, где в 1889 году небольшим тиражом чеканились монеты в 5 марок). Некоторые памятные монеты, выпущенные после 1891 года, имеют отличное от стандартных изображение орла. В частности, на прусской монете 1913 года достоинством 2 марки, посвящённой 100-летнему юбилею вступления Пруссии в войну с наполеоновской Францией, был изображён имперский орёл, который атакует змею, символ иностранной интервенции.

Стандартные реверсы
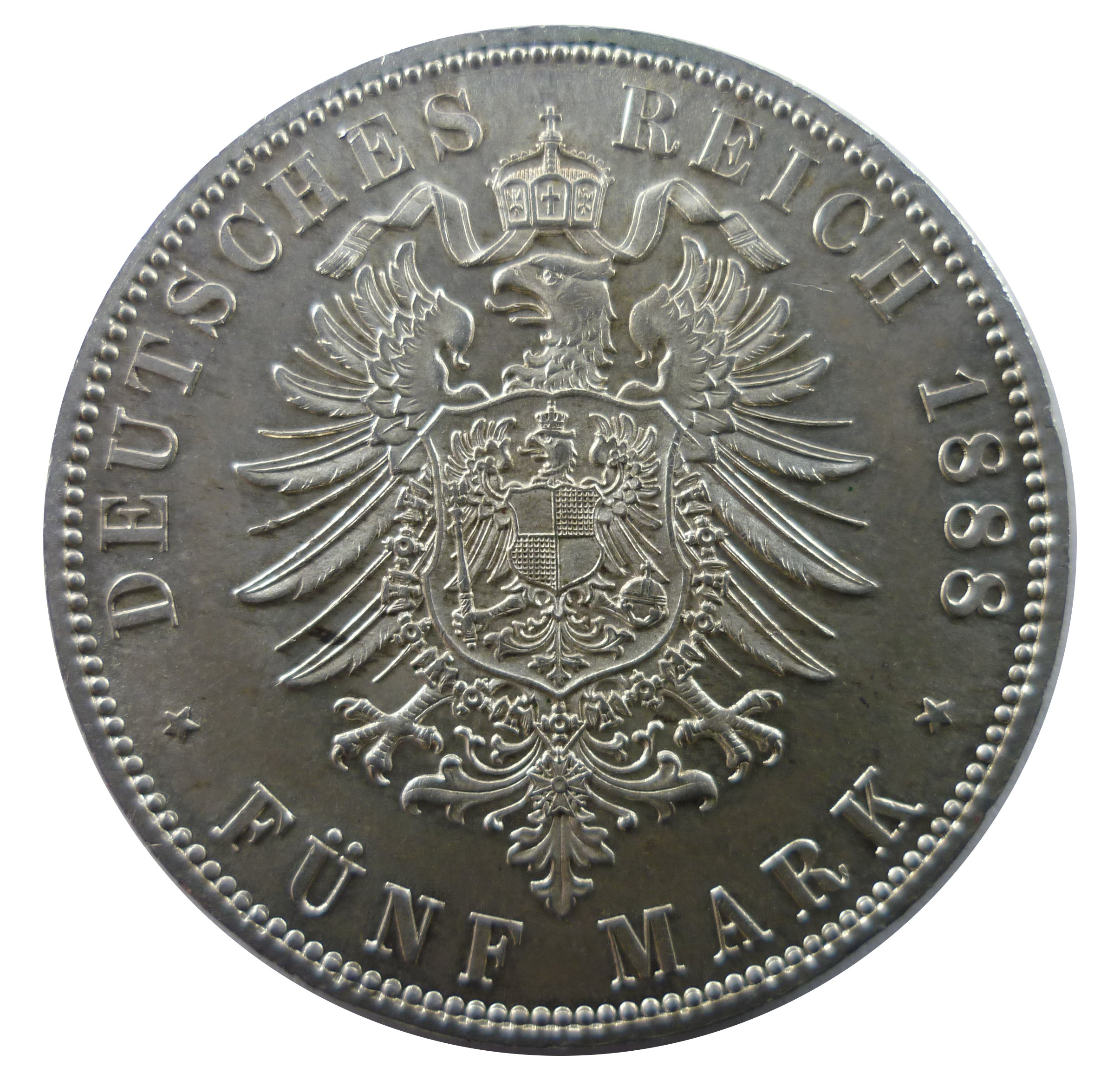
Орёл с большим щитом («малый орёл»)
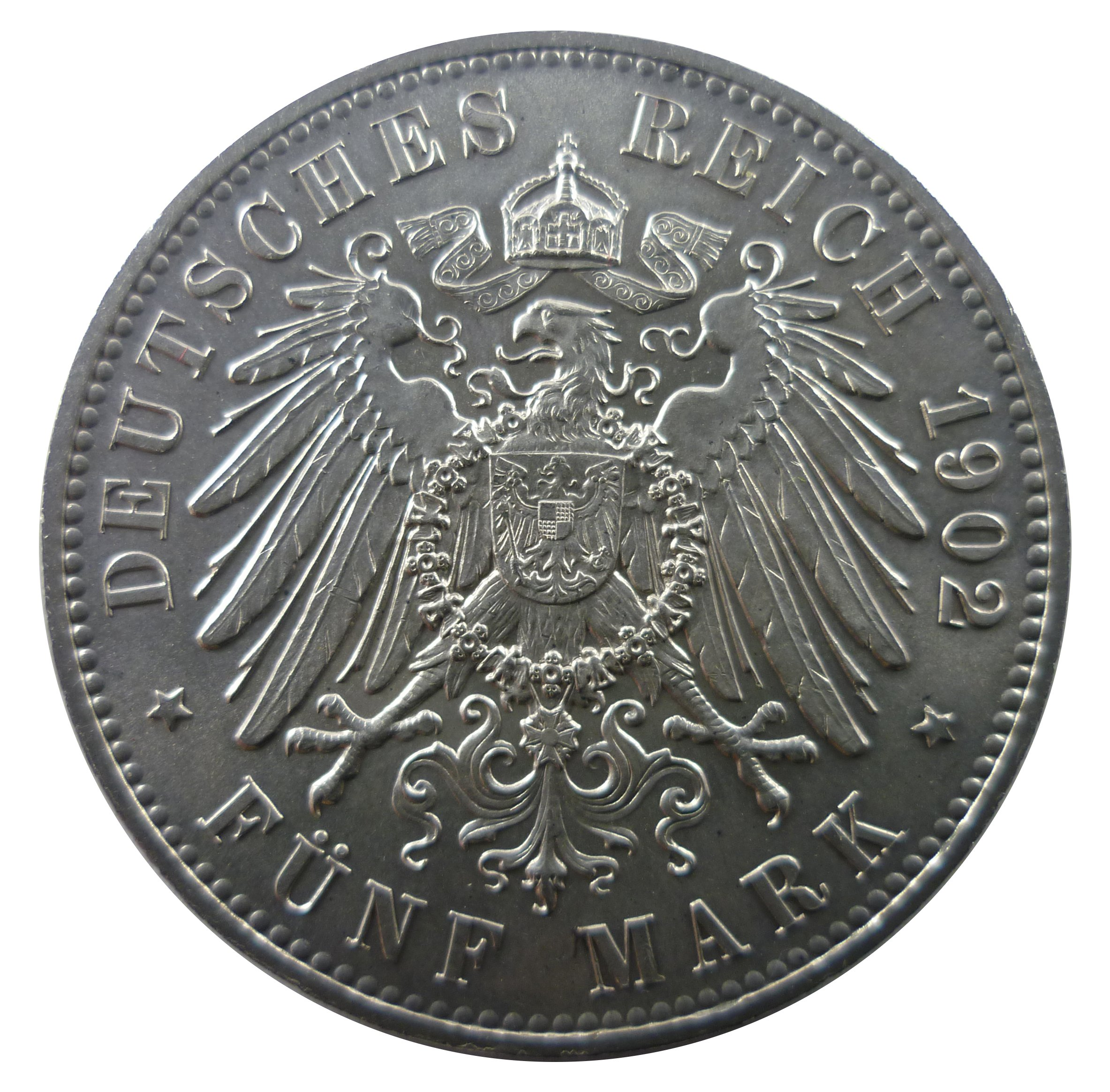
Орёл с малым щитом («большой орёл»)

Реверсы некоторых памятных монет
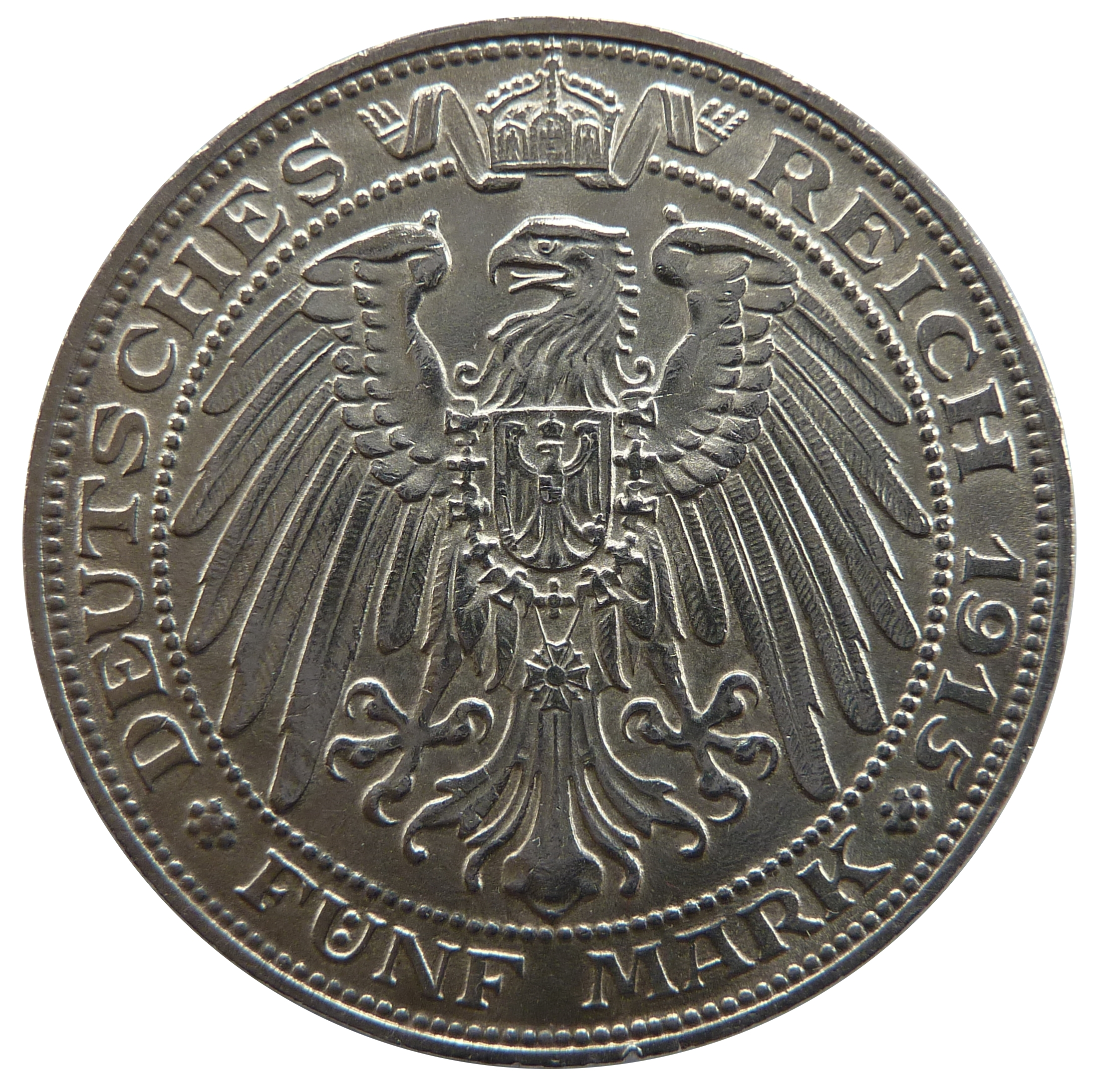
100 лет со дня присвоения Мекленбург-Шверину статуса великого герцогства
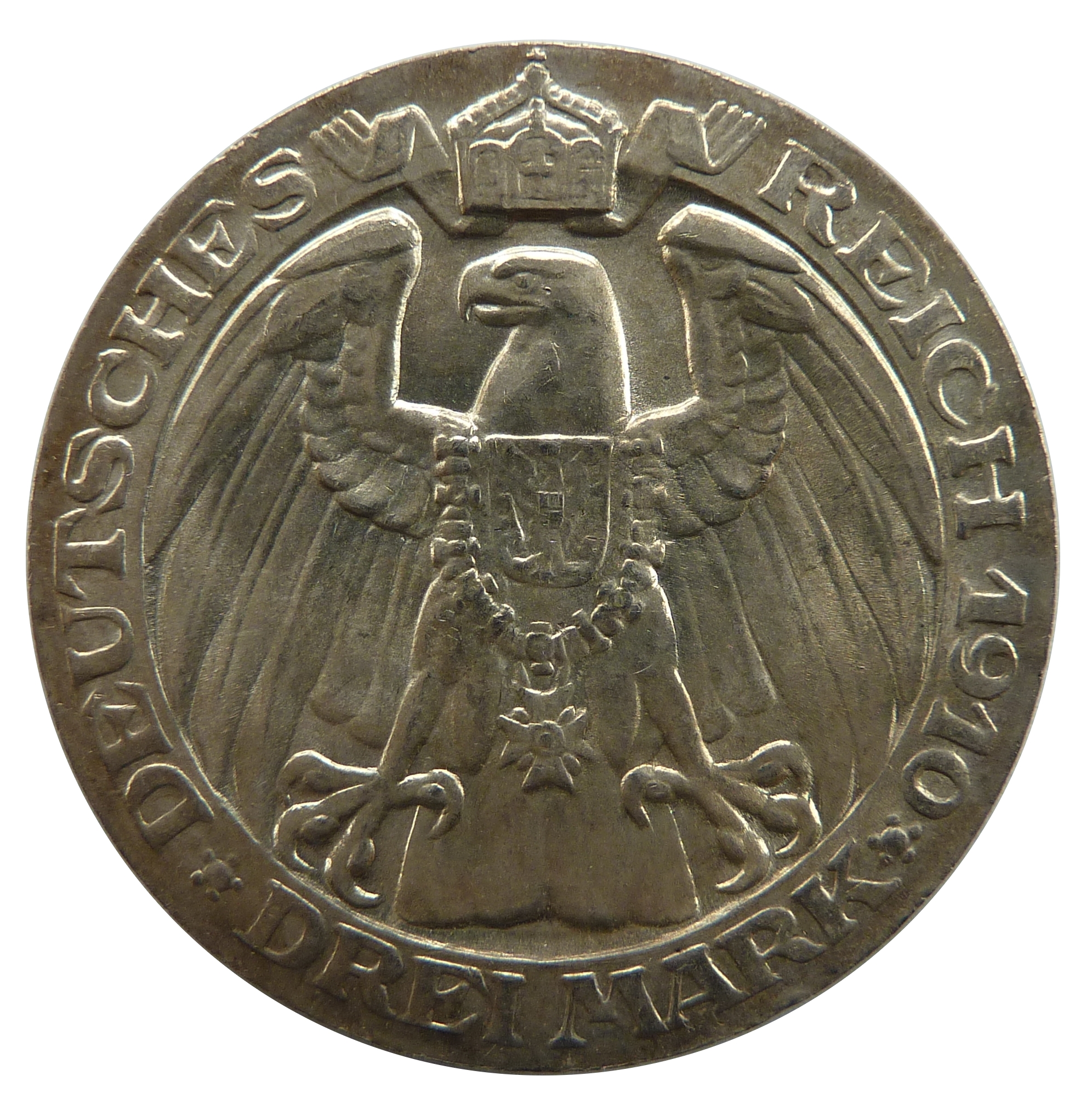
100-летний юбилей Берлинского университета
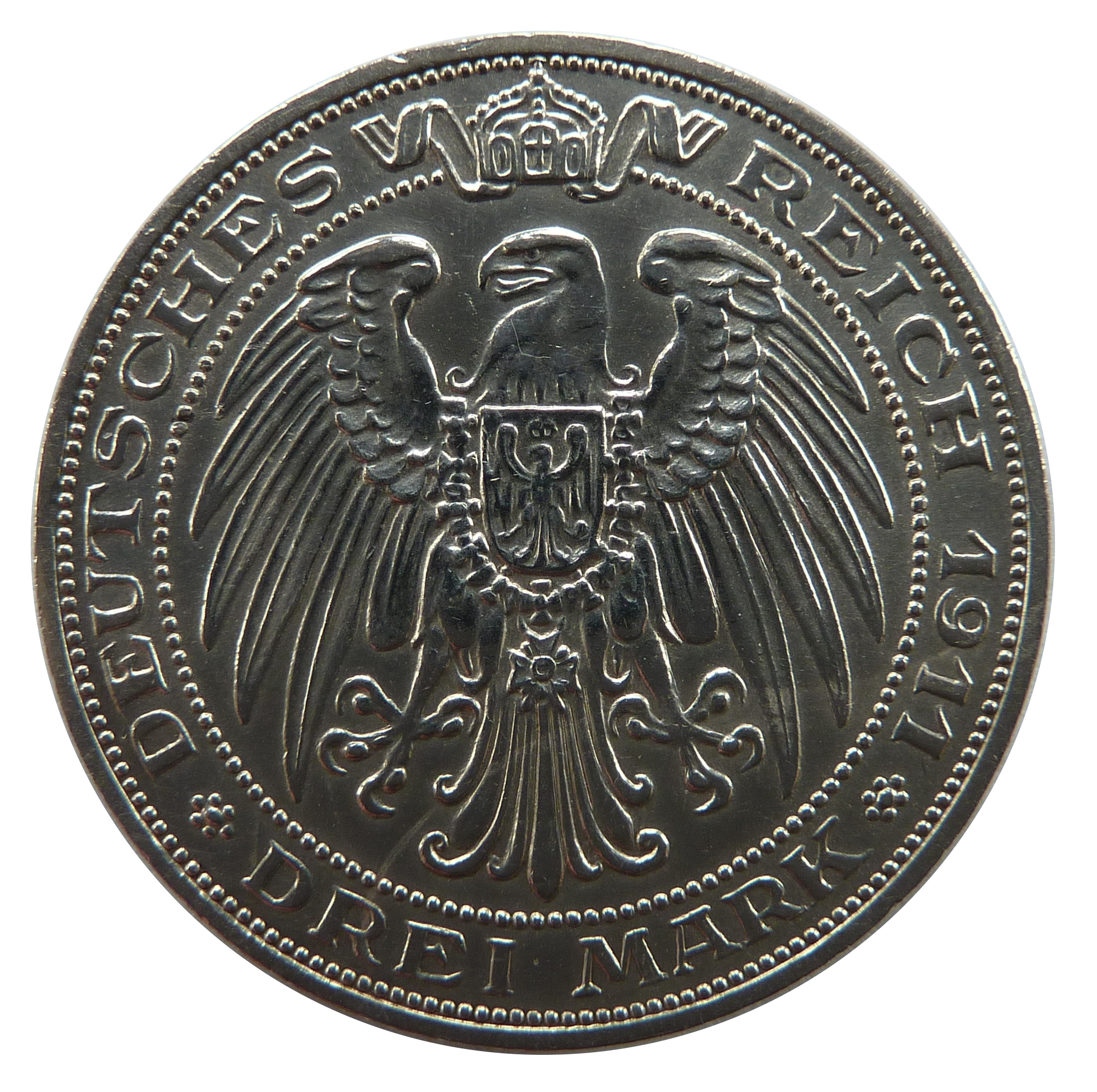
100-летний юбилей университета Бреслау
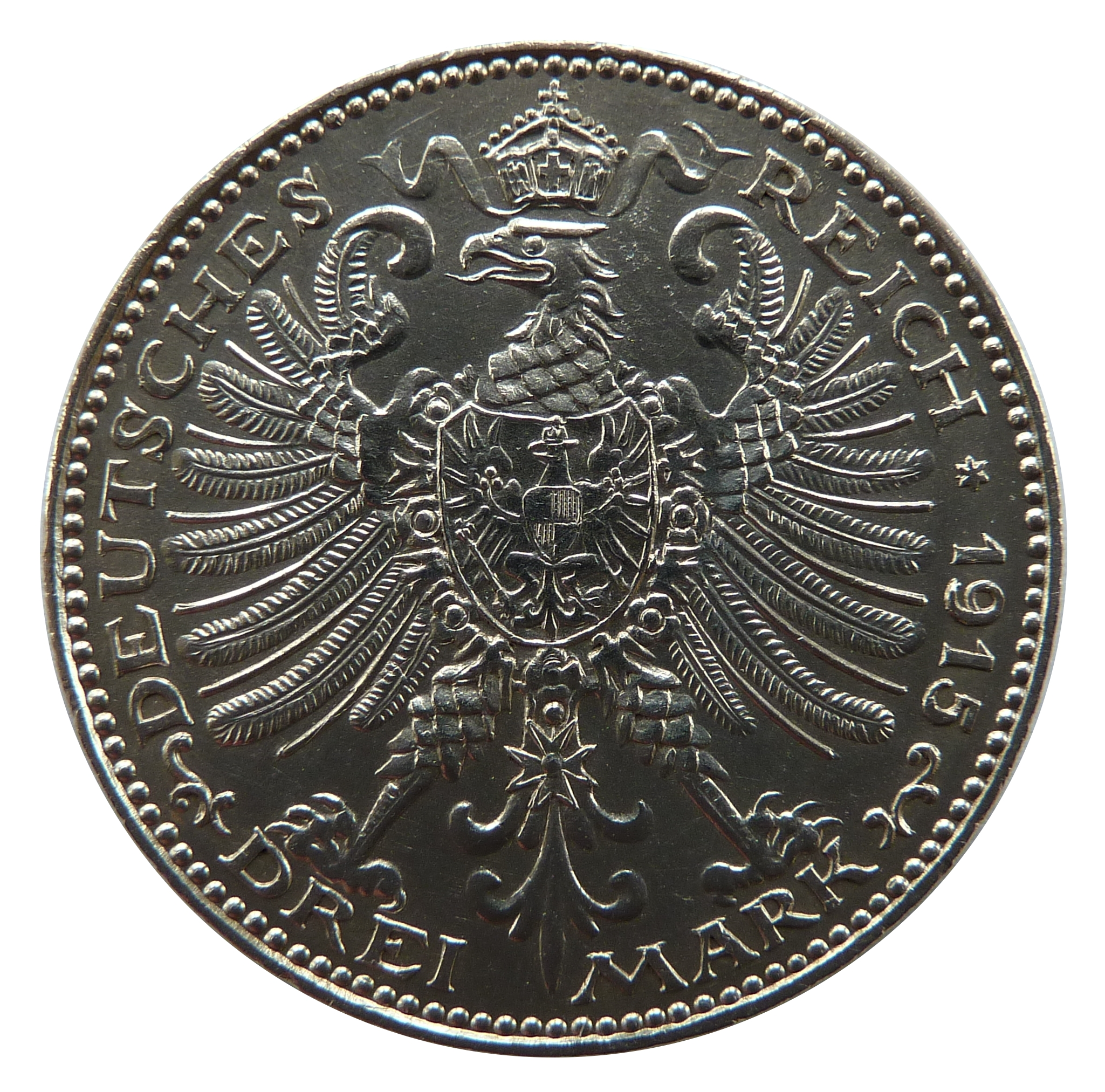
100 лет со дня присвоения Саксен-Веймар-Эйзенаху статуса великого герцогства
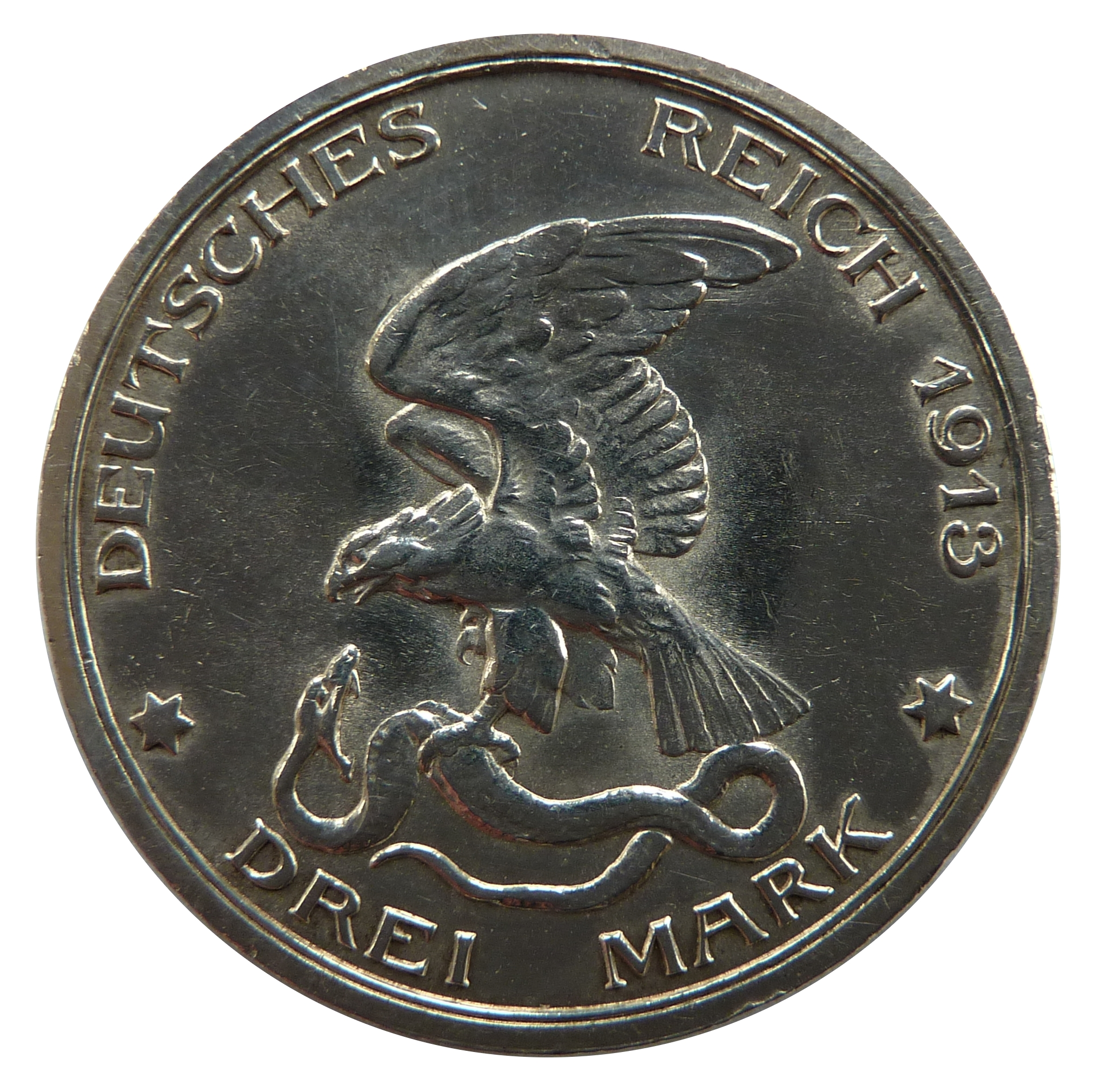
100 лет со дня вступления Пруссии в войну с наполеоновской Францией

## Аверсы 2-, 3- и 5-марочных монет

### Ангальт
| Герцогство Ангальт Столица: Дессау. Площадь: 2299 км² |                       |                                                         |                                                         |               |         |       |
| Изображение                                           | Номинальная стоимость | Год(ы) чеканки                                          | Курсовая/Памятная монета Описание изображения           | Монетный двор | Тираж   | Тираж |
| Изображение                                           | Номинальная стоимость | Год(ы) чеканки                                          | Курсовая/Памятная монета Описание изображения           | Монетный двор | Обычный | Пруф  |
|                                                       | 2 марки               | 1876                                                    | Курсовая монета Герцог Ангальта Фридрих I               | A             | 200 000 | —     |
|                                                       | 2 марки               | 1896                                                    | Юбилейная монета 25 лет правления Фридриха I            | A             | 50 000  | н/д   |
| 5 марок                                               | 1896                  | Юбилейная монета 25 лет правления Фридриха I            | A                                                       | 10 000        | н/д     |       |
|                                                       | 2 марки               | 1904                                                    | Памятная монета Вступление на престол Фридриха II       | A             | 50 000  | 150   |
|                                                       | 3 марки               | 1909 1911                                               | Курсовая монета Герцог Ангальта Фридрих I               | A             | 100 000 | 100   |
|                                                       | 3 марки               | 1914                                                    | Юбилейная монета Серебряная свадьба Фридриха II и Марии | A             | 200 000 | 1 000 |
| 5 марок                                               | 1914                  | Юбилейная монета Серебряная свадьба Фридриха II и Марии | A                                                       | 30 000        | 1 000   |       |

### Бавария
| Королевство Бавария Столица: Мюнхен. Площадь: 75 865 км² |                               |                                                                                     |                                                                                     |                                    |                                     |       |
| Изображение                                              | Номинальная стоимость         | Год(ы) чеканки                                                                      | Курсовая/Памятная монета Описание изображения                                       | Монетный двор                      | Тираж                               | Тираж |
| Изображение                                              | Номинальная стоимость         | Год(ы) чеканки                                                                      | Курсовая/Памятная монета Описание изображения                                       | Монетный двор                      | Обычный                             | Пруф  |
|                                                          | 2 марки                       | 1876 1877 1880 1883                                                                 | Курсовая монета Король Баварии Людвиг II                                            | D                                  | 5 370 139 1 511 500 168 974 104 217 | н/д   |
| 5 марок                                                  | 1874—1876                     | Курсовая монета Король Баварии Людвиг II                                            | D                                                                                   | 1 871 266                          | н/д                                 |       |
|                                                          | 2 марки                       | 1888                                                                                | Курсовая монета Король Баварии Отто                                                 | D                                  | 172 368                             | —     |
| 1891 1893 1896 1898—1908 1912—1913                       | 2 марки                       | Курсовая монета Король Баварии Отто                                                 | D                                                                                   | 246 050 492 131 12 733 516 311 350 | н/д                                 |       |
| 3 марки                                                  | 1908—1913                     | Курсовая монета Король Баварии Отто                                                 | D                                                                                   | 6 592 442                          | н/д                                 |       |
| 5 марок                                                  | 1888                          | Курсовая монета Король Баварии Отто                                                 | D                                                                                   | 68 947                             | —                                   |       |
| 5 марок                                                  | 1891 1893—1896 1898—1908 1913 | Курсовая монета Король Баварии Отто                                                 | D                                                                                   | 98 420 407 741 4 420 268 420 000   | н/д                                 |       |
|                                                          | 2 марки                       | 1911                                                                                | Юбилейная монета 90-летие принца-регента Баварии Луитпольда и 25 лет его регентства | D                                  | 640 000                             | н/д   |
| 3 марки                                                  | 1911                          | Юбилейная монета 90-летие принца-регента Баварии Луитпольда и 25 лет его регентства | D                                                                                   | 639 721                            | н/д                                 |       |
| 5 марок                                                  | 1911                          | Юбилейная монета 90-летие принца-регента Баварии Луитпольда и 25 лет его регентства | D                                                                                   | 160 000                            | н/д                                 |       |
|                                                          | 2 марки                       | 1914                                                                                | Курсовая монета Король Баварии Людвиг III                                           | D                                  | 573 533                             | н/д   |
| 3 марки                                                  | 1914                          | Курсовая монета Король Баварии Людвиг III                                           | D                                                                                   | 717 460                            | н/д                                 |       |
| 5 марок                                                  | 1914                          | Курсовая монета Король Баварии Людвиг III                                           | D                                                                                   | 142 400                            | н/д                                 |       |
|                                                          | 3 марки                       | 1918                                                                                | Юбилейная монета Золотая свадьба короля Людвига III и Марии Терезии                 | D                                  | 130                                 | 5     |

### Баден
| Великое герцогство Баден Столица: Карлсруе. Площадь: 15 069 км² |                          |                                                                         |                                                                         |                           |                                        |       |
| Изображение                                                     | Номинальная стоимость    | Год(ы) чеканки                                                          | Курсовая/Памятная монета Описание изображения                           | Монетный двор             | Тираж                                  | Тираж |
| Изображение                                                     | Номинальная стоимость    | Год(ы) чеканки                                                          | Курсовая/Памятная монета Описание изображения                           | Монетный двор             | Обычный                                | Пруф  |
|                                                                 | 2 марки                  | 1876 1877 1880 1883 1888                                                | Курсовая монета Великий герцог Баденский Фридрих I                      | G                         | 1 739 038 763 927 74 000 45 493 75 279 | н/д   |
| 1892 1894 1896 1898—1902                                        | 2 марки                  | Курсовая монета Великий герцог Баденский Фридрих I                      | G                                                                       | 106 750 213 520 1 093 412 | н/д                                    |       |
| 5 марок                                                         | 1874—1876 1888           | Курсовая монета Великий герцог Баденский Фридрих I                      | G                                                                       | 786 994 30 111            | н/д                                    |       |
| 5 марок                                                         | 1891 1893—1895 1898—1902 | Курсовая монета Великий герцог Баденский Фридрих I                      | G                                                                       | 42 700 177 033 491 605    | н/д                                    |       |
|                                                                 | 2 марки                  | 1902                                                                    | Юбилейная монета 50 лет правления Фридриха I                            | G                         | 375 018                                | —     |
| 5 марок                                                         | 1902                     | Юбилейная монета 50 лет правления Фридриха I                            | G                                                                       | 50 024                    | —                                      |       |
|                                                                 | 2 марки                  | 1902—1907                                                               | Курсовая монета Великий герцог Баденский Фридрих I                      | G                         | 3 444 401                              | н/д   |
| 5 марок                                                         | 1902—1904 1907           | Курсовая монета Великий герцог Баденский Фридрих I                      | G                                                                       | 805 119 243 821           | н/д                                    |       |
|                                                                 | 2 марки                  | 1906                                                                    | Юбилейная монета Золотая свадьба Фридриха I и Луизы, принцессы Прусской | G                         | 350 000                                | —     |
| 5 марок                                                         | 1906                     | Юбилейная монета Золотая свадьба Фридриха I и Луизы, принцессы Прусской | G                                                                       | 60 000                    | —                                      |       |
|                                                                 | 2 марки                  | 1907                                                                    | Памятная монета Траурная монета в память о Фридрихе I                   | G                         | 350 002                                | н/д   |
| 5 марок                                                         | 1907                     | Памятная монета Траурная монета в память о Фридрихе I                   | G                                                                       | 60 000                    | н/д                                    |       |
|                                                                 | 2 марки                  | 1911 1913                                                               | Курсовая монета Великий герцог Баденский Фридрих II                     | G                         | 77 000 289 690                         | н/д   |
| 3 марки                                                         | 1908—1915                | Курсовая монета Великий герцог Баденский Фридрих II                     | G                                                                       | 3 464 251                 | н/д                                    |       |
| 5 марок                                                         | 1908 1913                | Курсовая монета Великий герцог Баденский Фридрих II                     | G                                                                       | 281 568 244 000           | н/д                                    |       |

### Брауншвейг
| Герцогство Брауншвейг Столица: Брауншвейг. Площадь: 3672 км² |                       | | |               |         |       |
| Изображение                                                  | Номинальная стоимость | Год(ы) чеканки | Курсовая/Памятная монета Описание изображения                                                                           | Монетный двор | Тираж   | Тираж |
| Изображение                                                  | Номинальная стоимость | Год(ы) чеканки | Курсовая/Памятная монета Описание изображения                                                                           | Монетный двор | Обычный | Пруф  |
|                                                              | 3 марки               | 1915 | Памятная монета Вступление на престол Эрнста Августа III и его свадьба с дочерью кайзера Вильгельма II Викторией Луизой | A             | 31 634  | —     |
| 5 марок                                                      | 1915                  | Памятная монета Вступление на престол Эрнста Августа III и его свадьба с дочерью кайзера Вильгельма II Викторией Луизой | A | 8 600         | н/д     |       |

### Бремен
| Бремен Столица: Бремен. Площадь: 256 км² |                       |                |                                               |               |         |       |
| Изображение                              | Номинальная стоимость | Год(ы) чеканки | Курсовая/Памятная монета Описание изображения | Монетный двор | Тираж   | Тираж |
| Изображение                              | Номинальная стоимость | Год(ы) чеканки | Курсовая/Памятная монета Описание изображения | Монетный двор | Обычный | Пруф  |
|                                          | 2 марки               | 1904           | Курсовая монета Герб Бремена                  | J             | 100 000 | 200   |
|                                          | 5 марок               | 1906           | Курсовая монета Герб Бремена                  | J             | 40 846  | 600   |

### Вальдек-Пирмонт
| Княжество Вальдек-Пирмонт Столица: Арользен. Площадь: 1121 км² |                       |                |                                               |               |         |       |
| Изображение                                                    | Номинальная стоимость | Год(ы) чеканки | Курсовая/Памятная монета Описание изображения | Монетный двор | Тираж   | Тираж |
| Изображение                                                    | Номинальная стоимость | Год(ы) чеканки | Курсовая/Памятная монета Описание изображения | Монетный двор | Обычный | Пруф  |
|                                                                | 5 марок               | 1903           | Курсовая монета Князь Фридрих                 | A             | 2 000   | 300   |

### Вюртемберг
| Королевство Вюртемберг Столица: Штутгарт. Площадь: 19 507 км² |                          |                                                 |                                                                                       |                           |                                   |       |
| Изображение                                                   | Номинальная стоимость    | Год(ы) чеканки                                  | Курсовая/Памятная монета Описание изображения                                         | Монетный двор             | Тираж                             | Тираж |
| Изображение                                                   | Номинальная стоимость    | Год(ы) чеканки                                  | Курсовая/Памятная монета Описание изображения                                         | Монетный двор             | Обычный                           | Пруф  |
|                                                               | 2 марки                  | 1876—1877 1880 1883 1888                        | Курсовая монета Король Вюртемберга Карл I                                             | F                         | 2 661 777 128 943 73 872 123 140  | н/д   |
| 5 марок                                                       | 1874—1876 1888           | Курсовая монета Король Вюртемберга Карл I       | F                                                                                     | 1 326 926 49 258          | н/д                               |       |
|                                                               | 2 марки                  | 1892—1893 1896 1898—1908 1912—1914              | Курсовая монета Король Вюртемберга Вильгельм II                                       | F                         | 351 055 351 031 9 115 537 794 753 | н/д   |
| 3 марки                                                       | 1908—1914                | Курсовая монета Король Вюртемберга Вильгельм II | F                                                                                     | 5 318 469                 | н/д                               |       |
| 5 марок                                                       | 1892—1895 1898—1908 1913 | Курсовая монета Король Вюртемберга Вильгельм II | F                                                                                     | 361 134 3 237 225 401 200 | н/д                               |       |
|                                                               | 3 марки                  | 1911                                            | Юбилейная монета Серебряная свадьба короля Вильгельма II и Шарлотты Шаумбург-Липпской | F                         | 500 000                           | н/д   |
|                                                               | 3 марки                  | 1916                                            | Юбилейная монета 25-летний юбилей правления короля Вильгельма II                      | F                         | 1 000                             | —     |

### Гамбург
| Гамбург Столица: Гамбург. Площадь: 415 км² |                               |                               |                                               |                                   |                                |       |
| Изображение                                | Номинальная стоимость         | Год(ы) чеканки                | Курсовая/Памятная монета Описание изображения | Монетный двор                     | Тираж                          | Тираж |
| Изображение                                | Номинальная стоимость         | Год(ы) чеканки                | Курсовая/Памятная монета Описание изображения | Монетный двор                     | Обычный                        | Пруф  |
|                                            | 2 марки                       | 1876—1878 1880 1883 1888      | Курсовая монета Герб Гамбурга                 | J                                 | 4 811 142 98 936 60 446 99 820 | н/д   |
| 1892—1893 1896 1898—1908 1911—1914         | 2 марки                       | Курсовая монета Герб Гамбурга | J                                             | 286 775 286 434 7 329 908 715 833 | н/д                            |       |
| 3 марки                                    | 1908—1914                     | Курсовая монета Герб Гамбурга | J                                             | 4 654 966                         | н/д                            |       |
| 5 марок                                    | 1875—1876 1888                | Курсовая монета Герб Гамбурга | J                                             | 1 215 661 40 363                  | н/д                            |       |
| 5 марок                                    | 1891 1893—1896 1898—1908 1913 | Курсовая монета Герб Гамбурга | J                                             | 59 409 234 400 2 585 475 326 800  | н/д                            |       |

### Гессен
| Гессен Столица: Дармштадт. Площадь: 7688 км² |                       |                                                                                   |                                                                                   |               |               |         |
| Изображение                                  | Номинальная стоимость | Год(ы) чеканки                                                                    | Курсовая/Памятная монета Описание изображения                                     | Монетный двор | Тираж         | Тираж   |
| Изображение                                  | Номинальная стоимость | Год(ы) чеканки                                                                    | Курсовая/Памятная монета Описание изображения                                     | Монетный двор | Обычный       | Пруф    |
|                                              | 2 марки               | 1876—1877                                                                         | Курсовая монета Людвиг III                                                        | H             | 540 108       | н/д     |
| 5 марок                                      | 1875—1876             | Курсовая монета Людвиг III                                                        | H                                                                                 | 438 485       | н/д           |         |
|                                              | 2 марки               | 1888                                                                              | Курсовая монета Людвиг IV                                                         | A             | 22 350        | 500     |
| 1891                                         | 2 марки               | Курсовая монета Людвиг IV                                                         | A                                                                                 | 62 650        | н/д           |         |
| 5 марок                                      | 1888                  | Курсовая монета Людвиг IV                                                         | A                                                                                 | 8 940         | 400           |         |
| 5 марок                                      | 1891                  | Курсовая монета Людвиг IV                                                         | A                                                                                 | 25 060        | н/д           |         |
|                                              | 2 марки               | 1895—1896 1898—1900                                                               | Курсовая монета Великий герцог Гессенский Эрнст Людвиг                            | A             | 62 650 96 600 | 200 688 |
| 5 марок                                      | 1895 1898—1900        | Курсовая монета Великий герцог Гессенский Эрнст Людвиг                            | A                                                                                 | 39 380 73 280 | 200 566       |         |
|                                              | 2 марки               | 1904                                                                              | Юбилейная монета 400-летие рождения ландграфа Гессенского Филиппа I Великодушного | A             | 100 000       | 2 250   |
| 5 марок                                      | 1904                  | Юбилейная монета 400-летие рождения ландграфа Гессенского Филиппа I Великодушного | A                                                                                 | 40 000        | 700           |         |
|                                              | 3 марки               | 1910                                                                              | Курсовая монета Великий герцог Гессенский Эрнст Людвиг                            | A             | 200 000       | 500     |
|                                              | 3 марки               | 1917                                                                              | Юбилейная монета 25-летний юбилей правления Эрнста Людвига                        | A             | несколько     | ≈ 1 333 |

### Липпе
| Княжество Липпе Столица: Детмольд. Площадь: 1215 км² |                       |                                   |                                               |               |         |       |
| Изображение                                          | Номинальная стоимость | Год(ы) чеканки                    | Курсовая/Памятная монета Описание изображения | Монетный двор | Тираж   | Тираж |
| Изображение                                          | Номинальная стоимость | Год(ы) чеканки                    | Курсовая/Памятная монета Описание изображения | Монетный двор | Обычный | Пруф  |
|                                                      | 2 марки               | 1906                              | Курсовая монета Князь Леопольд IV             | A             | 20 000  | 1 100 |
| 3 марки                                              | 1913                  | Курсовая монета Князь Леопольд IV | А                                             | 15 000        | 100     |       |

### Любек
| Любек Столица: Любек. Площадь: 298 км² |                       |                             |                                               |                     |                |       |
| Изображение                            | Номинальная стоимость | Год(ы) чеканки              | Курсовая/Памятная монета Описание изображения | Монетный двор       | Тираж          | Тираж |
| Изображение                            | Номинальная стоимость | Год(ы) чеканки              | Курсовая/Памятная монета Описание изображения | Монетный двор       | Обычный        | Пруф  |
|                                        | 2 марки               | 1901                        | Курсовая монета Герб Любека                   | A                   | 25 000         | 250   |
|                                        | 2 марки               | 1904—1907 1911—1912         | Курсовая монета Герб Любека                   | A                   | 100 000 50 000 | 578   |
| 3 марки                                | 1908—1914             | Курсовая монета Герб Любека | A                                             | 174 002             | н/д            |       |
| 5 марок                                | 1904 1907—1908 1913   | Курсовая монета Герб Любека | A                                             | 10 000 20 000 6 000 | 200 н/д        |       |

### Мекленбург-Стрелиц
| Великое герцогство Мекленбург-Стрелиц Столица: Нойштрелиц. Площадь: 2929 км² |                       |                |                                                     |               |         |       |
| Изображение                                                                  | Номинальная стоимость | Год(ы) чеканки | Курсовая/Памятная монета Описание изображения       | Монетный двор | Тираж   | Тираж |
| Изображение                                                                  | Номинальная стоимость | Год(ы) чеканки | Курсовая/Памятная монета Описание изображения       | Монетный двор | Обычный | Пруф  |
|                                                                              | 2 марки               | 1877           | Курсовая монета Великий герцог Фридрих Вильгельм II | A             | 100 000 | н/д   |
|                                                                              | 2 марки               | 1905           | Курсовая монета Великий герцог Адольф Фридрих V     | A             | 10 000  | 2 500 |
|                                                                              | 3 марки               | 1913           | Курсовая монета Великий герцог Адольф Фридрих V     | A             | 7 000   | н/д   |

### Мекленбург-Шверин
| Великое герцогство Мекленбург-Шверин Столица: Шверин. Площадь: 13 127 км² |                       |                                                                                              |                                                                                              |               |         |       |
| Изображение                                                               | Номинальная стоимость | Год(ы) чеканки                                                                               | Курсовая/Памятная монета Описание изображения                                                | Монетный двор | Тираж   | Тираж |
| Изображение                                                               | Номинальная стоимость | Год(ы) чеканки                                                                               | Курсовая/Памятная монета Описание изображения                                                | Монетный двор | Обычный | Пруф  |
|                                                                           | 2 марки               | 1876                                                                                         | Курсовая монета Фридрих Франц II                                                             | A             | 300 000 | —     |
|                                                                           | 2 марки               | 1901                                                                                         | Памятная монета Вступление на престол Фридриха Франца IV по достижении совершеннолетия       | A             | 50 000  | 1 000 |
|                                                                           | 2 марки               | 1904                                                                                         | Памятная монета Свадьба великого герцога Фридриха Франца IV и Александры                     | A             | 100 000 | 6 000 |
| 5 марок                                                                   | 1904                  | Памятная монета Свадьба великого герцога Фридриха Франца IV и Александры                     | A                                                                                            | 40 000        | 2 500   |       |
|                                                                           | 3 марки               | 1915                                                                                         | Юбилейная монета 100-летний юбилей присвоения Мекленбург-Шверину статуса великого герцогства | A             | 33 334  | н/д   |
| 5 марок                                                                   | 1915                  | Юбилейная монета 100-летний юбилей присвоения Мекленбург-Шверину статуса великого герцогства | A                                                                                            | 10 000        | н/д     |       |

### Ольденбург
| Великое герцогство Ольденбург Столица: Ольденбург. Площадь: 6424 км² |                       |                                |                                               |               |         |       |
| Изображение                                                          | Номинальная стоимость | Год(ы) чеканки                 | Курсовая/Памятная монета Описание изображения | Монетный двор | Тираж   | Тираж |
| Изображение                                                          | Номинальная стоимость | Год(ы) чеканки                 | Курсовая/Памятная монета Описание изображения | Монетный двор | Обычный | Пруф  |
|                                                                      | 2 марки               | 1891                           | Курсовая монета Пётр II Ольденбургский        | A             | 100 000 | н/д   |
|                                                                      | 2 марки               | 1900—1901                      | Курсовая монета Фридрих Август                | A             | 175 000 | 260   |
| 5 марок                                                              | 1900—1901             | Курсовая монета Фридрих Август | A                                             | 30 000        | 170     |       |

### Пруссия
| Королевство Пруссия Столица: Берлин. Площадь: 348 780 км² |                               | | |                                          |                            |       |
| Изображение                                               | Номинальная стоимость         | Год(ы) чеканки | Курсовая/Памятная монета Описание изображения | Монетный двор                            | Тираж                      | Тираж |
| Изображение                                               | Номинальная стоимость         | Год(ы) чеканки | Курсовая/Памятная монета Описание изображения | Монетный двор                            | Обычный                    | Пруф  |
|                                                           | 2 марки                       | 1876—1877 1879—1880 1883—1884 | Курсовая монета Кайзер Вильгельм I | A, B, C A                                | 28 827 953 693 975 304 640 | н/д   |
| 5 марок                                                   | 1874—1876                     | Курсовая монета Кайзер Вильгельм I                                                                                                  | A, B, C | 7 562 000                                | н/д                        |       |
|                                                           | 2 марки                       | 1888 | Курсовая монета Кайзер Фридрих III | A                                        | 500 000                    | н/д   |
| 5 марок                                                   | 1888                          | Курсовая монета Кайзер Фридрих III                                                                                                  | A | 200 000                                  | н/д                        |       |
|                                                           | 2 марки                       | 1888 | Курсовая монета Кайзер Вильгельм II | A                                        | 140 512                    | н/д   |
| 1891—1893 1896 1898—1908 1911—1912                        | 2 марки                       | Курсовая монета Кайзер Вильгельм II                                                                                                 | A | 1 674 000 1 771 853 45 395 392 1 914 288 | н/д                        |       |
| 3 марки                                                   | 1908—1912                     | Курсовая монета Кайзер Вильгельм II                                                                                                 | A | 22 660 469                               | н/д                        |       |
| 5 марок                                                   | 1888                          | Курсовая монета Кайзер Вильгельм II                                                                                                 | A | 56 204                                   | н/д                        |       |
| 5 марок                                                   | 1891—1896 1898—1904 1906—1908 | Курсовая монета Кайзер Вильгельм II                                                                                                 | A | 1 886 723 11 273 459 5 363 880           | н/д                        |       |
|                                                           | 2 марки                       | 1901 | Юбилейная монета 200 лет королевству Пруссия. Изображены первый король Пруссии Фридрих I и его преемник спустя 200 лет Вильгельм II                            | A                                        | 2 600 000                  | н/д   |
| 5 марок                                                   | 1901                          | Юбилейная монета 200 лет королевству Пруссия. Изображены первый король Пруссии Фридрих I и его преемник спустя 200 лет Вильгельм II | A | 460 000                                  | н/д                        |       |
|                                                           | 3 марки                       | 1910 | Юбилейная монета 100-летний юбилей открытия Берлинского университета. Изображены король Фридрих-Вильгельм III, при котором состоялось открытие, и Вильгельм II | A                                        | 200 000                    | 2 000 |
|                                                           | 3 марки                       | 1911 | Юбилейная монета 100-летний юбилей открытия университета Бреслау. Изображены король Фридрих-Вильгельм III, при котором состоялось открытие, и Вильгельм II     | A                                        | 400 000                    | н/д   |
|                                                           | 2 марки                       | 1913 | Юбилейная монета 100-летие вступления Пруссии в войну с Францией                                                                                               | A                                        | 1 500 000                  | н/д   |
| 3 марки                                                   | 1913                          | Юбилейная монета 100-летие вступления Пруссии в войну с Францией                                                                    | A | 2 000 000                                | н/д                        |       |
|                                                           | 2 марки                       | 1913 | Юбилейная монета 25 лет правления Вильгельма II | A                                        | 1 500 000                  | 5 000 |
| 3 марки                                                   | 1913                          | Юбилейная монета 25 лет правления Вильгельма II                                                                                     | A | 2 000 000                                | 6 000                      |       |
|                                                           | 3 марки                       | 1914 | Курсовая монета Кайзер Вильгельм II | A                                        | 2 564 101                  | н/д   |
| 5 марок                                                   | 1913—1914                     | 'Курсовая монета Кайзер Вильгельм II                                                                                                | A | 3 548 891                                | н/д                        |       |
|                                                           | 3 марки                       | 1915 | Юбилейная монета 100-летие присоединения графства Мансфельд к Пруссии                                                                                          | A                                        | 30 000                     | 550   |

### Рейсс-Грейц
| Княжество Рейсс-Грейц Столица: Грайц. Площадь: 316 км² |                       |                                                   |                                                   |               |         |       |
| Изображение                                            | Номинальная стоимость | Год(ы) чеканки                                    | Курсовая/Памятная монета Описание изображения     | Монетный двор | Тираж   | Тираж |
| Изображение                                            | Номинальная стоимость | Год(ы) чеканки                                    | Курсовая/Памятная монета Описание изображения     | Монетный двор | Обычный | Пруф  |
|                                                        | 2 марки               | 1877                                              | Курсовая монета князь Генрих XXII Рейсс-Грейцский | B             | 20 000  | н/д   |
| 1892                                                   | 2 марки               | Курсовая монета князь Генрих XXII Рейсс-Грейцский | A                                                 | 10 000        | н/д     |       |
|                                                        | 2 марки               | 1899 1901                                         | Курсовая монета князь Генрих XXII Рейсс-Грейцский | A             | 10 000  | 120   |
|                                                        | 3 марки               | 1909                                              | Курсовая монета князь Генрих XXIV Рейсс-Грейцский | A             | 10 000  | 400   |

### Рейсс младшей линии
| Княжество Рейсс младшей линии Столица: Гера. Площадь: 827 км² |                       |                |                                               |               |         |       |
| Изображение                                                   | Номинальная стоимость | Год(ы) чеканки | Курсовая/Памятная монета Описание изображения | Монетный двор | Тираж   | Тираж |
| Изображение                                                   | Номинальная стоимость | Год(ы) чеканки | Курсовая/Памятная монета Описание изображения | Монетный двор | Обычный | Пруф  |
|                                                               | 2 марки               | 1884           | Курсовая монета Князь Генрих XIV              | A             | 100 000 | н/д   |

### Саксен-Альтенбург
| Герцогство Саксен-Альтенбург Столица: Альтенбург. Площадь: 1324 км² |                       |                                            |                                               |               |         |       |
| Изображение                                                         | Номинальная стоимость | Год(ы) чеканки                             | Курсовая/Памятная монета Описание изображения | Монетный двор | Тираж   | Тираж |
| Изображение                                                         | Номинальная стоимость | Год(ы) чеканки                             | Курсовая/Памятная монета Описание изображения | Монетный двор | Обычный | Пруф  |
|                                                                     | 2 марки               | 1901                                       | Юбилейная монета 75-летие герцога Эрнста I    | A             | 50 000  | 500   |
| 5 марок                                                             | 1901                  | Юбилейная монета 75-летие герцога Эрнста I | A                                             | 20 000        | 500     |       |
|                                                                     | 5 марок               | 1903                                       | Юбилейная монета 50 лет правления Эрнста I    | A             | 20 000  | 300   |

### Саксен-Веймар-Эйзенах
| Великое герцогство Саксен-Веймар-Эйзенах Столица: Веймар. Площадь: 3595 км² |                       | | |               |         |       |
| Изображение                                                                 | Номинальная стоимость | Год(ы) чеканки | Курсовая/Памятная монета Описание изображения | Монетный двор | Тираж   | Тираж |
| Изображение                                                                 | Номинальная стоимость | Год(ы) чеканки | Курсовая/Памятная монета Описание изображения | Монетный двор | Обычный | Пруф  |
|                                                                             | 2 марки               | 1892 | Юбилейная монета Золотая свадьба великого герцога Карла Александра и Софии | A             | 50 000  | н/д   |
|                                                                             | 2 марки               | 1898 | Юбилейная монета 80-летие великого герцога Карла Александра | A             | 100 000 | н/д   |
|                                                                             | 2 марки               | 1901 | Памятная монета Вступление на престол нового великого герцога Вильгельма-Эрнеста | A             | 100 000 | н/д   |
|                                                                             | 2 марки               | 1903 | Памятная монета Свадьба великого герцога Вильгельма Эрнеста и Каролины Рейсс-Грейцской | A             | 40 000  | 1 000 |
| 5 марок                                                                     | 1903                  | Памятная монета Свадьба великого герцога Вильгельма Эрнеста и Каролины Рейсс-Грейцской                                                         | A | 24 000        | 1 000   |       |
|                                                                             | 2 марки               | 1908 | Юбилейная монета 350 лет основания Йенского университета. На монете изображён Иоганн-Фридрих Великодушный, при котором состоялось его открытие                                            | A             | 50 000  | —     |
| 5 марок                                                                     | 1908                  | Юбилейная монета 350 лет основания Йенского университета. На монете изображён Иоганн-Фридрих Великодушный, при котором состоялось его открытие | A | 40 000        | —       |       |
|                                                                             | 3 марки               | 1910 | Памятная монета Свадьба великого герцога Вильгельма Эрнеста и Феодоры 4 января 1910 года                                                                                                  | A             | 133 000 | н/д   |
|                                                                             | 3 марки               | 1915 | Юбилейная монета 100-летие присвоение Саксен-Веймар-Эйзенаху статуса великого герцогства. Изображены Карл Август, при котором произошло данное событие, и великий герцог Вильгельм Эрнест | A             | 50 000  | 200   |

### Саксен-Кобург-Гота
| Герцогство Саксен-Кобург-Гота Столицы: Гота и Кобург. Площадь: 1956 км² |                       |                             |                                               |               |         |           |
| Изображение                                                             | Номинальная стоимость | Год(ы) чеканки              | Курсовая/Памятная монета Описание изображения | Монетный двор | Тираж   | Тираж     |
| Изображение                                                             | Номинальная стоимость | Год(ы) чеканки              | Курсовая/Памятная монета Описание изображения | Монетный двор | Обычный | Пруф      |
|                                                                         | 2 марки               | 1895                        | Курсовая монета Альфред                       | A             | 15 000  | н/д       |
| 5 марок                                                                 | 1895                  | Курсовая монета Альфред     | A                                             | 4 000         | —       |           |
|                                                                         | 2 марки               | 1905 1911                   | Курсовая монета Карл Эдуард                   | A             | 10 000  | 2 000 100 |
| 5 марок                                                                 | 1907                  | Курсовая монета Карл Эдуард | A                                             | 10 000        | —       |           |

### Саксен-Мейнинген
| Герцогство Саксен-Мейнинген Столица: Мейнинген. Площадь: 2468 км² |                       |                                                               |                                                               |               |             |       |
| Изображение                                                       | Номинальная стоимость | Год(ы) чеканки                                                | Курсовая/Памятная монета Описание изображения                 | Монетный двор | Тираж       | Тираж |
| Изображение                                                       | Номинальная стоимость | Год(ы) чеканки                                                | Курсовая/Памятная монета Описание изображения                 | Монетный двор | Обычный     | Пруф  |
|                                                                   | 2 марки               | 1901                                                          | Юбилейная монета 75-летие герцога Саксен-Мейнингена Георга II | D             | 20 000      | —     |
| 5 марок                                                           | 1901                  | Юбилейная монета 75-летие герцога Саксен-Мейнингена Георга II | D                                                             | 20 000        | —           |       |
|                                                                   | 2 марки               | 1902 1913                                                     | Курсовая монета Георг II                                      | D             | 20 000 5000 | н/д   |
| 3 марки                                                           | 1908 1913             | Курсовая монета Георг II                                      | D                                                             | 35 000 20 000 | н/д         |       |
| 5 марок                                                           | 1902 1908             | Курсовая монета Георг II                                      | D                                                             | 20 000 60 000 | —           |       |
|                                                                   | 2 марки               | 1915                                                          | Памятная монета Смерть Георга II                              | D             | 30 000      | н/д   |
| 3 марки                                                           | 1915                  | Памятная монета Смерть Георга II                              | D                                                             | 30 000        | н/д         |       |

### Саксония
| Королевство Саксония Столица: Дрезден. Площадь: 14 995 км² |                          | | |                           |                                |        |
| Изображение                                                | Номинальная стоимость    | Год(ы) чеканки | Курсовая/Памятная монета Описание изображения | Монетный двор             | Тираж                          | Тираж  |
| Изображение                                                | Номинальная стоимость    | Год(ы) чеканки | Курсовая/Памятная монета Описание изображения | Монетный двор             | Обычный                        | Пруф   |
|                                                            | 2 марки                  | 1876—1877 1879—1880 1883 1888 | Курсовая монета Король Саксонии Альберт | E                         | 2 409 431 93 619 55 700 90 995 | —      |
| 1891 1893 1895—1896 1898—1902                              | 2 марки                  | Курсовая монета Король Саксонии Альберт | E | 130 375 260 802 1 874 049 | н/д                            |        |
| 5 марок                                                    | 1875—1876 1889           | Курсовая монета Король Саксонии Альберт | E | 1 129 109 36 397          | —                              |        |
| 5 марок                                                    | 1891 1893—1895 1898—1902 | Курсовая монета Король Саксонии Альберт | E | 52 150 216 249 715 964    | н/д                            |        |
|                                                            | 2 марки                  | 1902 | Памятная монета Траурная монета по поводу смерти короля Альберта                                                                                             | E                         | 167 625                        | 250    |
|                                                            | 5 марок                  | 1902 | Памятная монета Траурная монета по поводу смерти короля Альберта                                                                                             | E                         | 100 000                        | 250    |
|                                                            | 2 марки                  | 1903—1904 | Курсовая монета Король Саксонии Георг | E                         | 2 011 984                      | >50    |
| 5 марок                                                    | 1903—1904                | Курсовая монета Король Саксонии Георг | E | 826 941                   | 50                             |        |
|                                                            | 2 марки                  | 1904 | Памятная монета Траурная монета по поводу смерти короля Георга                                                                                               | E                         | 150 000                        | 55     |
| 5 марок                                                    | 1904                     | Памятная монета Траурная монета по поводу смерти короля Георга                                                                                                  | E | 37 200                    | 70                             |        |
|                                                            | 2 марки                  | 1905—1908 1911—1912 1914 | Курсовая монета Король Саксонии Фридрих Август III | E                         | 2 570 909 353 875 298 000      | н/д    |
| 3 марки                                                    | 1908—1913                | Курсовая монета Король Саксонии Фридрих Август III | E | 3 485 188                 | н/д                            |        |
| 5 марок                                                    | 1907—1908 1914           | Курсовая монета Король Саксонии Фридрих Август III | E | 715 344 298 000           | н/д                            |        |
|                                                            | 2 марки                  | 1909 | Юбилейная монета 500-летие университета Лейпцига. Изображение курфюрста Саксонии Фридриха Сварливого, при котором он открылся, и короля Фридриха Августа III | E                         | 125 000                        | 300    |
| 5 марок                                                    | 1909                     | Юбилейная монета 500-летие университета Лейпцига. Изображение курфюрста Саксонии Фридриха Воинственного, при котором он открылся, и короля Фридриха Августа III | E | 50 000                    | 300                            |        |
|                                                            | 3 марки                  | 1913 | Юбилейная монета 100-летие битвы народов. На монете изображён памятник на месте сражения                                                                     | E                         | 999 999                        | 17 000 |
|                                                            | 3 марки                  | 1917 | Юбилейная монета 400-летие реформации. На монете изображён курфюрст Саксонии Фридрих Мудрый, предоставивший Лютеру убежище                                   | E                         | —                              | 100    |

### Шаумбург-Липпе
| Герцогство Шаумбург-Липпе Столица: Бюккебург. Площадь: 340 км² |                       |                                            |                                               |               |         |         |
| Изображение                                                    | Номинальная стоимость | Год(ы) чеканки                             | Курсовая/Памятная монета Описание изображения | Монетный двор | Тираж   | Тираж   |
| Изображение                                                    | Номинальная стоимость | Год(ы) чеканки                             | Курсовая/Памятная монета Описание изображения | Монетный двор | Обычный | Пруф    |
|                                                                | 2 марки               | 1898 1904                                  | Курсовая монета Князь Шаумбург-Липпе Георг    | A             | 5 000   | 162 200 |
| 5 марок                                                        | 1898 1904             | Курсовая монета Князь Шаумбург-Липпе Георг | A                                             | 3 000         | 90 200  |         |
|                                                                | 3 марки               | 1911                                       | Памятная монета Смерть князя Георг            | A             | 50 000  | н/д     |

### Шварцбург-Зондерсгаузен
| Княжество Шварцбург-Зондерсхаузен Столица: Зондерсхаузен. Площадь: 941 км² |                       |                |                                                         |               |         |        |
| Изображение                                                                | Номинальная стоимость | Год(ы) чеканки | Курсовая/Памятная монета Описание изображения           | Монетный двор | Тираж   | Тираж  |
| Изображение                                                                | Номинальная стоимость | Год(ы) чеканки | Курсовая/Памятная монета Описание изображения           | Монетный двор | Обычный | Пруф   |
|                                                                            | 2 марки               | 1896           | Курсовая монета Князь Карл Гюнтер                       | A             | 50 000  | 190    |
|                                                                            | 2 марки               | 1905           | Юбилейная монета 25-летие правления князя Карла Гюнтера | A             | 75 000  | 10 000 |
|                                                                            | 3 марки               | 1909           | Памятная монета Смерть князя Карла Гюнтера              | A             | 70 000  | >100   |

### Шварцбург-Рудольштадт
| Княжество Рудольштадт Столица: Рудольштадт. Площадь: 941 км² |                       |                |                                                            |               |         |       |
| Изображение                                                  | Номинальная стоимость | Год(ы) чеканки | Курсовая/Памятная монета Описание изображения              | Монетный двор | Тираж   | Тираж |
| Изображение                                                  | Номинальная стоимость | Год(ы) чеканки | Курсовая/Памятная монета Описание изображения              | Монетный двор | Обычный | Пруф  |
|                                                              | 2 марки               | 1898           | Курсовая монета Князь Шварцбург-Рудольштадта Гюнтер Виктор | A             | 100 000 | 375   |

## Серебряные монеты колоний Германской империи
За время существования Германская империя приобрела ряд колоний в Азии, Африке и Океании. На территории каждой из них возникла система денежных расчётов, обусловленная историческими особенностями.
Основной денежной единицей германской Юго-Западной Африки (современной Намибии) с 1884 года, когда она была признана сферой немецкого влияния, до 1901 был английский фунт стерлингов. В 1893 году законодательно был установлен обменный курс, приравнивающий 1 фунт стерлингов к 20 маркам. Содержание чистого золота в одном фунте (7,3224 г) превышало его содержание в 20 марках (7,168 г). Согласно закону Грешема («Худшие деньги вытесняют из обращения лучшие»), «худшая» марка вытеснила «лучший» фунт. С 1901 года денежной единицей Юго-Западной Африки стала золотая марка. При этом на территории данной колонии монеты достоинством в 5 марок, 20 пфеннигов, а также союзный талер, циркулировавший в самой метрополии вплоть до 1907 года включительно, не являлись законным платёжным средством. Демонетизация монет Германской империи в этой колонии произошла через 5 лет после прекращения её существования в 1923 году.
В Камеруне и Тоголенде на момент объявления их немецкими колониями в 1884 году циркулировали талеры Марии Терезии, британские фунты и французские франки. На их территории также была введена марка и установлен обменный курс 1 фунт = 20 марок, 20 франков = 16 маркам. Как и в Юго-Западной Африке, монеты номиналом в 20 пфеннигов и 5 марок не являлись законным платёжным средством на территории Камеруна и Тоголенда.
В Самоа в 1899 году, вскоре после подчинения Германской империи, была введена немецкая марка. В отличие от других колоний, курс обмена золотой марки на английский фунт на этом острове был справедливым и составлял 1 фунт = 20 марок 42 пфеннига. Доллар США обменивался по курсу $10 = 41 марка 90 пфеннигов.
В германских Новой Гвинее и Восточной Африке циркулировали собственные денежные единицы — марка Новой Гвинеи и германская восточноафриканская рупия. При этом в Германской Восточной Африке серебряные монеты чеканили из серебра 917 пробы, а Новой Гвинее — 900. Также небольшие тиражи монет номиналом в 5 и 10 центов из никеля были выпущены для небольшой колонии в Китае Цзяо-Чжоу.

### Основные характеристики серебряных монет германских колоний
| Номинал   | Общий вес, г | Чистый вес, г | Проба | Диаметр, мм | Годы чеканки | Общий тираж | Типичный аверс | Типичный реверс                                          | Гурт     |
| --------- | ------------ | ------------- | ----- | ----------- | ------------ | ----------- | -------------- | -------------------------------------------------------- | -------- |
| 1⁄4 рупии | 2,92         | 2,68          | 917   | 19,2        | 1891—1914    | >3,620 млн  | Вильгельм II   | Герб Германско-Восточноафриканского общества или номинал | Рубчатый |
| 1⁄2 рупии | 5,83         | 5,35          | 917   | 24,4        | 1891—1914    | >1,990 млн  | Вильгельм II   | Герб Германско-Восточноафриканского общества или номинал | Рубчатый |
| 1 рупия   | 11,66        | 10,69         | 917   | 30,5        | 1890—1914    | >14,120 млн | Вильгельм II   | Герб Германско-Восточноафриканского общества или номинал | Рубчатый |
| 2 рупии   | 23,33        | 21,39         | 917   | 35,0        | 1893—1894    | >50 тыс.    | Вильгельм II   | Герб Германско-Восточноафриканского общества или номинал | Рубчатый |
| 1⁄2 марки | 2,778        | 2,5           | 900   | 20,0        | 1894         | >20 тыс.    | Номинал        | Райская птица                                            | Рубчатый |
| 1 марка   | 5,555        | 5,0           | 900   | 24,0        | 1894         | 45 тыс.     | Номинал        | Райская птица                                            | Рубчатый |
| 2 марки   | 11,111       | 10,0          | 900   | 28,0        | 1894         | 15 тыс.     | Номинал        | Райская птица                                            | Рубчатый |
| 5 марок   | 27,778       | 25,0          | 900   | 38,0        | 1894         | 23 тыс.     | Номинал        | Райская птица                                            | Рубчатый |

### Германская восточноафриканская рупия

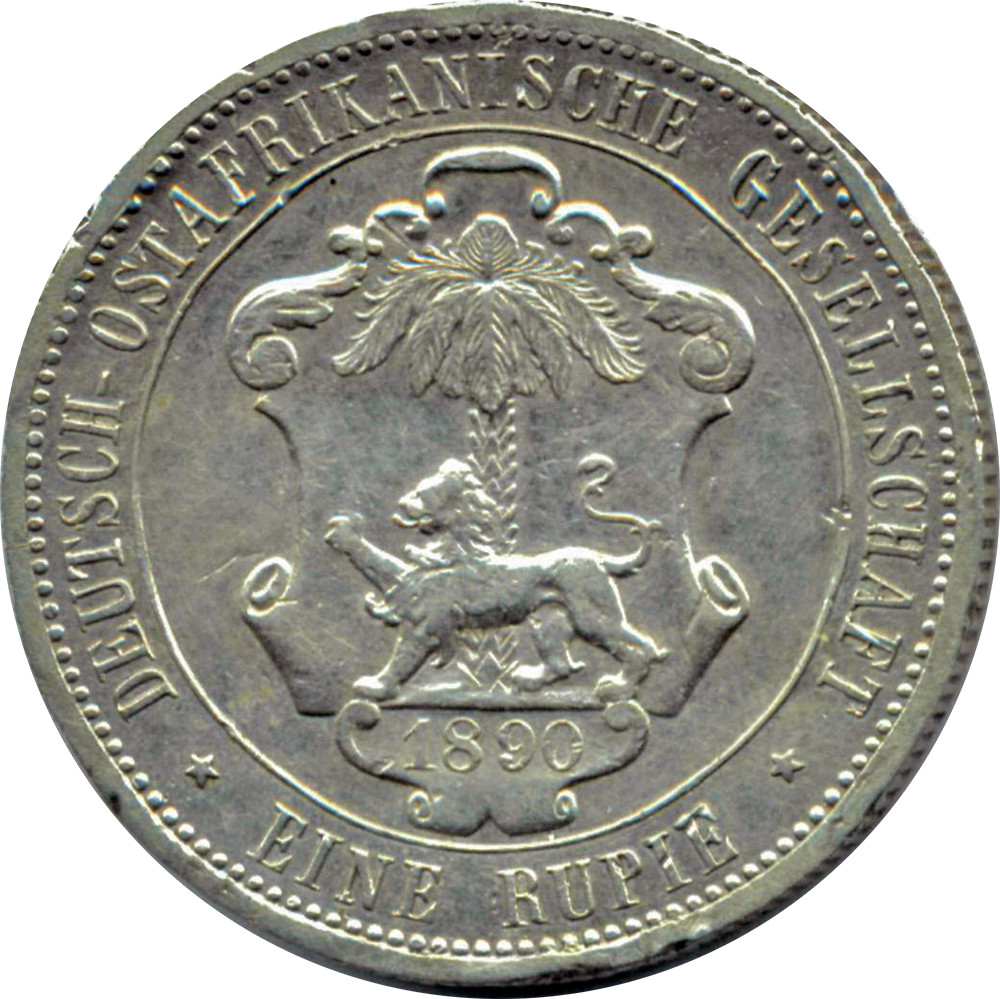
Герб Германско-Восточноафриканского общества на монете номиналом в 1 рупию

На момент колонизации на территории германской Восточной Африки циркулировали талер Марии Терезии и индийская рупия. Один талер соответствовал двум рупиям. Первые монеты, которые начала чеканить Германия для своей колонии, хоть и содержали изображение императора Вильгельма II, не имели хождения на территории метрополии. Государство не гарантировало стабильность курса и обмен на имперские деньги. По сути монеты германской Восточной Африки являлись частной чеканкой Германско-Восточноафриканского общества. Соответственно на обратной стороне серебряных монет колонии изображался не герб империи, а герб общества
Характеристики германских монет полностью соответствовали британской индийской рупии. Конец XIX — начало XX столетия характеризовались резкими скачками соотношения цен на золото и серебро. Однако если британские серебряные монеты подлежали свободному обмену на золотые по номиналу, то монеты Германско-Восточноафриканского общества нет. Это привело к тому, что германские монеты, будучи эквивалентными по весу и пробе британским, обменивались на них по курсу 3⁄4 британской рупии за одну германскую.
По договору с Германской империей от 15 ноября 1902 года общество отказалось от чеканки собственных монет. В 1904 году были выпущены новые монеты. Рупия стала десятичной, соответствуя 100 геллерам (ранее она равнялась 64 пезам). Также устанавливался фиксированный обменный курс — 10 золотых марок = 7,5 рупий.
С началом Первой мировой войны чеканка серебряных монет в германской Восточной Африке прекратилась. После поражения Германской империи все её колонии перешли под управление англичан и французов. Соответственно, её монеты перестали быть законным платёжным средством. В 1920 году восточноафриканская рупия была демонетизирована, и вместо неё введён восточноафриканский флорин.

#### Серебряные монеты Германской Восточной Африки
| Германская Восточная Африка Столица: Дар-эс-Салам. Площадь: 995 000 км² |        |                       |                             | |                         |            |
| Аверс                                                                   | Реверс | Номинальная стоимость | Год(ы) чеканки              | Описание изображения | Монетный двор           | Тираж      |
|                                                                         |        | 1⁄4 рупии             | 1891, 1898, 1901            | На аверсе кайзер Вильгельм II, на реверсе герб Германско-Восточноафриканского общества — шагающий лев под кокосовой пальмой | A (на монете не указан) | 526 668    |
|                                                                         |        | 1⁄4 рупии             | 1904, 1906, 1907, 1909—1914 | На аверсе кайзер Вильгельм II, на реверсе обозначение номинала                                                              | A, J                    | 3 100 000  |
|                                                                         |        | 1⁄2 рупии             | 1891, 1897, 1901            | На аверсе кайзер Вильгельм II, на реверсе герб Германско-Восточноафриканского общества — шагающий лев под кокосовой пальмой | A (на монете не указан) | 358 342    |
|                                                                         |        | 1⁄2 рупии             | 1904, 1906, 1907, 1909—1914 | На аверсе кайзер Вильгельм II, на реверсе обозначение номинала                                                              | A, J                    | 1 640 000  |
|                                                                         |        | 1 рупия               | 1890—1894, 1897—1902        | На аверсе кайзер Вильгельм II, на реверсе герб Германско-Восточноафриканского общества — шагающий лев под кокосовой пальмой | A (на монете не указан) | 2 299 057  |
|                                                                         |        | 1 рупия               | 1904—1914                   | На аверсе кайзер Вильгельм II, на реверсе обозначение номинала                                                              | A, J                    | 11 830 000 |
|                                                                         |        | 2 рупии               | 1893, 1894                  | На аверсе кайзер Вильгельм II, на реверсе герб Германско-Восточноафриканского общества — шагающий лев под кокосовой пальмой | A (на монете не указан) | 50 854     |

### Марка Новой Гвинеи
В 1894 году, через десять лет после начала колонизации, центральное правительство дало согласие на выпуск собственной колониальной валюты — марки Новой Гвинеи. При этом все монеты чеканили на Берлинском монетном дворе. Новогвинейская марка была эквивалентна золотой. Монеты же по своим характеристикам полностью соответствовали марке метрополии. Их тиражи при этом были небольшими.
Новогвинейская марка просуществовала недолго. 1 апреля 1899 года правительство колонии отказалось от дальнейшей чеканки монет. 15 апреля 1911 года данная денежная единица была демонетизирована.

#### Серебряные монеты Германской Новой Гвинеи
| Германская Новая Гвинея |        |                       |                | |               |        |
| Аверс                   | Реверс | Номинальная стоимость | Год(ы) чеканки | Описание изображения | Монетный двор | Тираж  |
|                         |        | 1⁄2 марки             | 1894           | На аверсе обозначение номинала, год, по бокам бамбуковые ветви и надпись NEU-GUINEA COMPAGNIE, на реверсе райская птица | A             | 20 070 |
|                         |        | 1 марка               | 1894           | На аверсе обозначение номинала, год, по бокам бамбуковые ветви и надпись NEU-GUINEA COMPAGNIE, на реверсе райская птица | A             | 45 000 |
|                         |        | 2 марки               | 1894           | На аверсе обозначение номинала, год, по бокам бамбуковые ветви и надпись NEU-GUINEA COMPAGNIE, на реверсе райская птица | A             | 15 000 |
|                         |        | 5 марок               | 1894           | На аверсе обозначение номинала, год, по бокам бамбуковые ветви и надпись NEU-GUINEA COMPAGNIE, на реверсе райская птица | A             | 23 000 |